# Leif Wikström
Leif Gordon Wikström (* 18. August 1918 in Lysekil; † 27. Januar 1991 ebenda) war ein schwedischer Segler.

## Erfolge
Leif Wikström, der Mitglied im Göteborgs Kungliga Segelsällskap war, nahm an den Olympischen Spielen 1956 in Melbourne in der Drachen-Klasse neben Bengt Palmquist als Crewmitglied von Skipper Folke Bohlin teil. Die drei Schweden gewannen mit ihrem Boot Slaghöken II drei der sieben Wettfahrten und beendeten die Regatta mit 5723 Punkten punktgleich mit dem norwegischen Boot um Ole Berntsen auf dem ersten Platz, womit sie aufgrund der größeren Anzahl gewonnener Wettfahrten Olympiasieger wurden. Den dritten Rang belegte das von Graham Mann angeführte britische Boot.